# JCSAT-16
O JCSAT-16 é um satélite de comunicação geoestacionário japonês que foi construído pela Space Systems/Loral (SS/L). Ele está localizado na posição orbital de 0 graus de longitude leste e é operado pela SKY Perfect JSAT Corporation. O satélite foi baseado na plataforma SSL-1300 e sua expectativa de vida útil é de 15 anos.

## História
O operador de satélites baseado no Japão, a SKY Perfect JSAT Corporation, selecionou a Space Systems/Loral (SS/L) em abril de 2014 para a construção do satélite de comunicações JCSAT-16.
O satélite leva a bordo vários transponders nas bandas Ku e Ka, o mesmo é empregado como um satélite reserva em órbita livre pronto para fornecer serviço em caso de ocorrer um problema com um dos satélites da frota da empresa, e para conseguir oportunidades de expansão de negócios.
O JCSAT-16 foi baseado na plataforma altamente confiável SSL-1300 que proporciona a flexibilidade para uma ampla gama de aplicações e os avanços da tecnologia. O satélite foi projetado para oferecer o serviço por 15 anos ou mais.

## Lançamento
O satélite foi lançado ao espaço com sucesso no dia 14 de agosto de 2016, às 05:26 UTC, por meio de um veículo Falcon 9 Full Thrust, a partir da Estação da Força Aérea de Cabo Canaveral, na Flórida, EUA. Ele tinha uma massa de lançamento de 4600 kg.

## Capacidade
O JCSAT-16 está equipado com 26 transponders em banda C e 18 em banda Ku que são usados como reserva em órbita para prestar serviços de telecomunicações. O satélite é usado como backup em órbita para os serviços existentes nas bandas Ka e Ku para o mercado japonês, ele permite a prestação de serviços via satélite mais estáveis.